# Radkov (Boemia meridionale)
Radkov è un comune della Repubblica Ceca facente parte del distretto di Tábor, in Boemia Meridionale.